# Quăng dao
Quăng dao là một kiểu đo khoảng cách của những người dân tộc thiểu số vùng cao tại Việt Nam. Nó cũng có thể coi là một đơn vị đo khoảng cách. Đơn vị đo khoảng cách này không hoàn toàn giống nhau với mỗi người. Nó là khoảng cách đi được của 1 người đi rừng trong khoảng thời gian họ đeo một con dao rựa bên hông thấy mỏi. Nó phụ thuộc vào tình trạng sức khỏe của mỗi người, tuy nhiên với những người đi rừng lâu năm thì có thể có chút tương đương. Mỗi khi đi du lịch tham quan hay nghiên cứu học tập, nếu như hỏi thăm đường một người dân tộc thiểu số nào đó, mà nghe họ nói là còn khoản vài quăng dao nữa là đến, thì không nên nghĩ là điểm đến đã gần, mà trên thực tế nó còn cách tương đối xa. Nó không phải là khoảng cách của một cú quăng dao ra xa phía trước mặt như nhiều người vẫn hiểu.